# Bettina Janis
Bettina Janis (* 3. Januar 1958 in Mainz, bürgerlicher Name: Bettina Janischowski) ist eine deutsche Drehbuch-, Hörspiel- und Buchautorin.
Sie hat die Drehbücher zu mehreren Märchenverfilmungen des ZDF geschrieben: Der Teufel mit den drei goldenen Haaren (2009), Aschenputtel (2010) und Rübezahls Schatz (2017). Sie ist Co-Autorin der 4. Staffel der Kinder- und Jugendserie Ein Engel für alle.

## Werk

### Drehbücher (Auswahl)
- Rübezahls Schatz. Produktion: Provobis und MIA Film. Regie: Stefan Bühling. 2017
- Aschenputtel. Familienfilm. Produktion: Moviepool und Provobis. Regie: Susanne Zanke. 2010
- Der Teufel mit den drei goldenen Haaren. Familienfilm. Produktion Moviepool und Provobis. Regie: Hans-Günther Bücking. 2009
- Ein Engel für alle! Kinder- und Jugendserie und Film. Produktion: Kinderfilm. 2008

### Prosa (Auswahl)
- Tom in Gefahr. Roman für Kinder ab 8. Dtv/Reihe Hanser 2004
- Lilia und der Mann mit dem Bart. Erzählung. In: 24 Weihnachtsgeschichten. Boje Verlag 2009.
- Der Wunschzettel. Erzählung. In: 24 Weihnachtsgeschichten. Boje Verlag 2009.
- Sally tanzt. Erzählung. Auf der CD Du hast Recht! Texte zu Kinderrechten. In Zusammenarbeit mit UNICEF, Headroom Sound Production 2006.

### Hörspiele und Kurzhörspiele (Auswahl)
- Das hölzerne Pferd. Produktion WDR 2008
- Giselle. Produktion WDR 2008.
- Der Holzprinz. Produktion WDR 2007
- Coppelia. Produktion WDR 2007
- Die Mühle des Teufels WDR 2005
- Wie verliebt man seinen Vater? Produktion WDR 2003
- Die Fürchterlichen Fünf (Autorin der Songtexte). Produktion WDR und Patmos Verlag. 2000
- Der Obersterndeuter. Produktion WDR 1999
- Rosa und Rosenbey. Produktion Radio Bremen 1994